# 378 Baza Lotnicza
378 Baza Powietrzna (ros. 378-я авиационная база армейской авиации) – samodzielny związek taktyczny Sił Zbrojnych Federacji Rosyjskiej w ramach Zachodniego Okręgu Wojskowego; podlega 1. Dowództwu Sił Powietrznych i Obrony Przeciwlotniczej.
Siedzibą bazy jest Wiaźma. Dysponuje śmigłowcami Mi-8 - Mi-24.